# Milada Součková
Milada Součková, pokřtěná Milada Marie Božena, provdaná Rykrová, (24. ledna 1899 Praha – 1. února 1983 Boston, USA) byla česká spisovatelka, lingvistka a literární teoretička.

## Život
Narodila se v rodině stavebního podnikatele (disponenta) a majitele domu Antonína Součka (*1860) a jeho manželky Marie, rozené Horové (*1874). Po maturitě na dívčím gymnáziu Minerva, kde v té době studovala také Milena Jesenská, studovala přírodní vědy na Karlově univerzitě a promovala roku 1923 na téma „O duševním životě rostlin“. V letech 1923–1924 studovala na univerzitě v Lausanne. Seznámila se se svým budoucím manželem, malířem Zdeňkem Rykrem; dne 17. června 1930 se vzali. Manželé za války působili v odboji. Roku 1940 spáchal její muž sebevraždu. Důvodem mohla být obava, aby se nedostal do rukou gestapa.
V letech 1937–1939 publikovala v časopise The Booster, který vydával Henry Miller v Paříži. Na jeho stránkách se ocitla mezi jmény jako William Saroyan, Anaïs Nin, Gerald Durrell či Raymond Queneau. Poslední číslo tohoto časopisu dokonce bylo Součkové věnováno.
Účastnila se uměleckého a literárního života, spolupracovala s Pražským lingvistickým kroužkem, seznámila se s Romanem Jakobsonem a za války spolupracovala s Vladislavem Vančurou na „Obrazech z dějin“. 
Po roce 1945 pracovala Milada Součková jako kulturní atašé československého konzulátu v New Yorku a po únoru 1948 zůstala v USA, takže doma její díla nemohla vycházet. V letech 1950–1962 přednášela českou literaturu a další slovanské obory na Harvardově univerzitě, v letech 1962–1969 na univerzitě v Chicagu a v letech 1970–1973 v Berkeley. Od roku 1963 byla knihovnicí Harvardovy univerzity a shromáždila zde patrně největší soubor české literatury mimo ČR; tomuto fondu odkázala i své úspory.
Miladu Součkovou připomíná pamětní deska s bustou na fasádě domu v Praze 1 v Úvozu 228 – domu U Bílé růže, kde pobývala na sklonku války poté, co její původní domov podlehl bombardování. Dům, který je pozoruhodný i z architektonického hlediska (považovaný architektem Samuelem Cíglerem za jeden z nejpovedenějších funkcionalistických domů v Čechách) pro instalaci desky vybral Kristian Suda, autorkou je sochařka Stanislava Kavanová.
Když Milada Součková odešla pracovat do Ameriky, která se stala jejím doživotním exilem, v domě po ní zůstaly její nevydané rukopisy. Ty jsou dnes ve správě Literárního archivu Památníku národního písemnictví. 
Popel Milady Součkové byl rozptýlen na Olšanských hřbitovech v Praze.
Bohemistka a spisovatelka Zuzana Říhová, která pracuje na monografii této „pozapomenuté spisovatelky“, říká: „Její dílo vypovídá o moderní literatuře. Také proto, že se zabývá otázkou paměti – co je paměť individuální a co patří do velké paměti dějin, je v kontextu dějin dvacátého století důležité.“
| „                                            | Jediné, co může vykreslit pravdivý obraz umělce, jsou pouze dopisy a deníky. | “ |
| — Milada Součková v úvodu prózy Hlava umělce |                                                                              |   |

## Dílo
- První písmena, 1934 experimentální próza
- Amor a psyché, 1937 experimentální próza
- Odkaz, 1940 román
- Zakladatelé, 1940 román
- Bel canto, 1944
- Hlava umělce, 1944

Další knihy vyšly v exilu:
- Gradus ad parnassum, 1957, básnická sbírka
- Pastorální suita, 1962, básnická sbírka
- Sešity Josephiny Rykrové, 1981 básnická sbírka
- Neznámý člověk, 1962 próza

Literární historie a teorie:
- A literature in crisis: Czech literature 1938 – 1950, 1954
- The Czech Romantics, 1959
- The Parnassian Jaroslav Vrchlický, 1964
- Baroque in Bohemia, 1980

Sebrané spisy Milady Součkové, které vyšly v nakladatelství Prostor, získaly cenu Magnesia Litera 2010 za nakladatelský čin.
O vydání souborného díla Milady Součkové se zasadil editor Kristian Suda, jehož cesta k Součkové vedla přes útlou sbírku básní. „Vedle Hrabala, Koláře nebo Demla patří k největším zjevům české literatury dvacátého století,“ říká.